# Augusto Lozzia
Augusto Lozzia (Sangiano, 17 settembre 1896 – Gardone Riviera, 31 dicembre 1962) è stato un pittore italiano.

## Biografia
Autodidatta, incomincia giovanissimo ad esporre alla Permanente di Milano nel 1915, partecipa alle mostre sindacali e interprovinciali milanesi e bresciane.
È soldato nella prima guerra mondiale. Pittore lombardo della prima metà' del Novecento. Nel 1916 una sua opera è presente nella mostra organizzata a Brescia nel Ridotto del Teatro Grande.

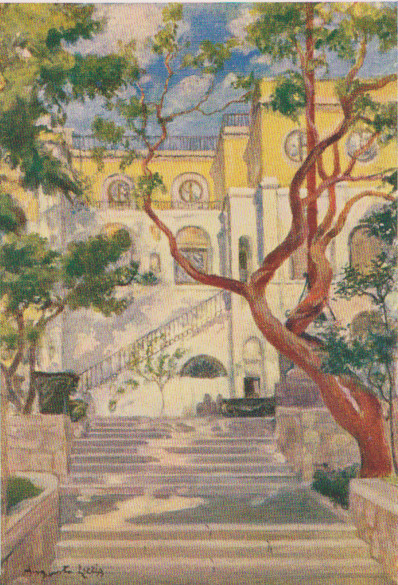
Il Vittoriale degli Italiani Piazzetta Dalmata lo Schifamondo (1938)

Trasferitasi la famiglia a Brescia, dal 1921 al 1925 intensifica i contatti con gli artisti bresciani Eliodoro Coccoli, Vittorio Trainini, Angelo Landi, Fiessi, Mozzoni, Mutti, Botta, Righetti, partecipando al gruppo “Arte in famiglia” e alla Bottega d'Arte di Dante Bravo, collabora con la scuola superiore di Arte cristiana “Beato Angelico” di Milano.
La sua attività spazia dall'affresco al ritratto al paesaggio. A questo periodo risalgono la Pala d'altare raffigurante la Madonna del Santo Rosario nella Basilica di Sant'Eufemia a Milano, gli affreschi nella Basilica di San Calimero e quelli raffiguranti angeli nella cappella dei Caduti nella Chiesa della S.S. Trinità, sempre a Milano.
Nel 1924 Vittorio Trainini lo vuole con sé, insieme ad altri artisti del gruppo, nel ciclo di affreschi nella Chiesa del Buon Pastore a Villa S. Filippo a Brescia.
Di indole sentimentale si ritira nel 1927, dopo il matrimonio con Margherita Milanesio, appassionata di musica e sua ispiratrice in numerosi studi e dipinti, a Gardone Riviera sul Lago di Garda, da dove non si allontana più, se non per brevi periodi di soggiorno estivo nella zona di Ponte di Legno.
Nel 1946 figura Presidente del comitato promotore della “Fraglia Artistica del Benaco” di cui faranno parte il pittore Gregorio Sciltian, gli architetti Giancarlo Maroni e Paolo Besana e il musicista Nando Benvenuti.
Ha fissato nelle tele aspetti della campagna piemontese (raccolta Bravi), della montagna della zona di Ponte di Legno, ma soprattutto si è dedicato instancabilmente a ritrarre l'amato lago di Garda. Ha illustrato il Vittoriale degli Italiani in una serie di quadretti (1938), donati per volontà del figlio Antonio alla Comunità di Gardone Riviera nel giugno 2014. Tali opere sono esposte presso la sala di ingresso principale del palazzo Comunale di Gardone. Come ritrattista ha raffigurato con il suo pennello non solo persone eminenti italiane e straniere, ma anche modestissime figure di Gardone e della Riviera.

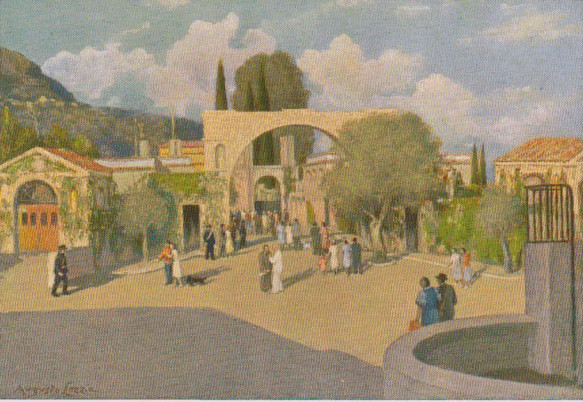
Ingresso al Vittoriale degli Italiani (1938)

Del suo impegno anche nell'arte sacra sono testimonianza, oltre gli affreschi citati, una Via Crucis, una Crocifissione e una Pietà, nella chiesa parrocchiale di san Nicolò di Gardone sopra e nella chiesa di Gardone basso.
Le sue opere sono custodite dalla famiglia.
Muore il 31 dicembre 1962.
La scuola elementare di Gardone Riviera è a lui intitolata.